# موریتس فریتز
موریتس فریتز (انگلیسی: Moritz Fritz؛ زادهٔ ۱۵ ژوئیهٔ ۱۹۹۳) بازیکن فوتبال اهل آلمان است.
از باشگاه‌هایی که در آن بازی کرده‌است می‌توان به باشگاه فوتبال اس‌سی فورتونا کلن اشاره کرد.